# Diospyros revolutissima
Diospyros revolutissima är en tvåhjärtbladig växtart som beskrevs av Frank White. Diospyros revolutissima ingår i släktet Diospyros och familjen Ebenaceae. Inga underarter finns listade i Catalogue of Life.